# フルーリーAOC
フルーリー （Fleurie）は、10あるクリュ・ボジョレーの一つで、フルーリー村単独のAOCワインである。
フルーリーは、1936年にAOCに認定され、ぶどう畑は879haある。「花」(fleur) に由来する名前の通り、ガメ種から生産されるワインは、ヴァイオレットやブルーベリーを連想させる華やかなアロマがあり、フレッシュでさわやかな味わいである。